# 小沢国治
小沢 国治（小澤 國治、おざわ くにじ、1890年1月8日 - 1959年4月17日）は、日本の政治家。衆議院議員（1期）。

## 経歴
新潟県出身。1916年東京帝国大学政治科、1921年同大学独法科卒。新潟商工会議所議員、新潟市議、新潟県商工経済会副会長、第一銀行、大阪商船各(株)社員、新潟県硫酸(株)専務取締役となる。
1946年の第22回衆議院議員総選挙において大選挙区制の新潟1区から日本自由党公認で立候補して当選する。党内では幹事となった。翌1947年の第23回衆議院議員総選挙には出馬しなかった。1959年死去。